# НК Челик
Челик (на босненски: NK Čelik) е босненски футболен клуб от град Зеница. Основан е през 1945 г. Домакинските си мачове отборът провежда на „Билино Поле“ с капацитет 18 000 зрители. Участва във Висшата лига на Босна и Херцеговина.

## Клубни успехи

### Босна и Херцеговина
- Висша лига на Босна и Херцеговина:
  -  Шампион (3): 1994/95, 1995/96, 1996/97
  -  Трето място (13): 2007/08
- Купа на Босна и Херцеговина:
  -  Носител (2): 1994/95, 1995/96
  -  Финалист (2): 2010/11, 2013/14
- Суперкупа на Босна и Херцеговина:
  -  Носител (2): 1995, 1996

### Югославия
- Купа Интертото:
  -  Победител (1): 1975
- Купа Митропа:
  -  Победител (2): 1971, 1972

## Известни играчи
- Елвир Болич
- Милорад Раткович
- Нермин Шабич
- Мирсад Хибич
- Младен Кръстаич
- Тончи Габрич
- Влатко Маркович
- Алдин Джидич

## Известни треньори
- Джемалудин Мушович

## Участие в европейските клубни турнири
| Сезон | Турнир         | Кръг   |  | Клуб               | Домакин | Гост  |
| ----- | -------------- | ------ |  | ------------------ | ------- | ----- |
| 2001  | Купа Интертото | 1 кръг |  | Денизлиспор        | 1 – 0   | 5 – 3 |
|       |                | 2 кръг |  | Гент               | 1 – 0   | 0 – 2 |
| 2008  | Купа Интертото | 1 кръг |  | Гърбал (Раданович) | 3 – 2   | 1 – 2 |